# Cultura e realtà
Nella primavera del 1950 fu pubblicato il primo numero (maggio-giugno) della rivista Cultura e realtà, stampato dall'Istituto Grafico Tiberino. Il periodico, con sede a Roma, era diretto dallo scrittore Mario Motta. 

## Redattori e principali collaboratori
Formavano il comitato di redazione il musicologo Fedele D'Amico, il politologo e filosofo Augusto Del Noce, il drammaturgo e regista Gerardo Guerrieri, Nino Novacco futuro presidente della Svimez e lo scrittore Cesare Pavese.
Della rivista, che doveva avere periodicità bimestrale, furono pubblicati solo tre numeri: l'ultimo fascicolo, il numero tre, fu stampato nel marzo 1951. Pur in questo breve lasso di tempo, la rivista cercò, negli anni vivaci del secondo dopoguerra, di ampliare l'orizzonte culturale e letterario degli intellettuali italiani, stimolando il dialogo tra le diverse posizioni.
Oltre ai redattori già citati, tra gli autori più noti che collaborarono con Cultura e realtà si possono ricordare gli scrittori Italo Calvino, Natalia Ginzburg e Alberto Moravia, l'economista Claudio Napoleoni che pubblicò alcuni saggi sull'economia moderna e il filosofo Felice Balbo che scrisse sullo storicismo. Sono inoltre importanti, tra gli articoli pubblicati, il saggio di Novacco dedicato ai rapporti tra i laici italiani e l'Azione Cattolica e l'analisi del direttore Motta sul pensiero di Croce e Marx. Nel secondo fascicolo, uscito dopo il suicidio di Pavese, furono pubblicati tre saggi dello scrittore piemontese: Raccontare è monotono, L'arte di maturare, Poesia è libertà.
Lo stesso Pavese aveva già scritto un importante saggio, apparso nel primo numero della rivista, dedicato al Mito. L'articolo, nel quale aveva espresso apprezzamento per il pensiero di Vico, era stato criticato dagli intellettuali vicini al PCI.

## La stroncatura di Rinascita
Poco dopo l'esordio, la rivista, che pur aveva avuto una buona accoglienza negli ambienti dei cattolici di sinistra e dei comunisti, fu oggetto di una severa stroncatura: Rinascita, mensile del Partito Comunista, il 6 giugno 1950 pubblicò una nota anonima che accusava i redattori di Cultura e realtà di mettere in discussione l'ideologia marxista. L'articolo, intitolato Marx e il leopardo, ispirato forse dallo stesso segretario Togliatti, diceva: «poche volte c'era dato di vedere un gruppetto di giovani [...] impegnati collegialmente nella poco decorosa impresa di mettere la braghe al mondo», per proseguire poi con una citazione tratta dal Dizionario filosofico di Voltaire «Certo, è triste avere tante idee, e non sapere con precisione la natura delle idee. Ma è assai più triste, e molto più sciocco, credere di sapere quello che non si sa!».